# Virus de la mosaïque de l'Abutilon
Begomovirus bauri
Espèce
Synonymes
- Abutilon mosaic virus (ICTV, 1991)

Begomovirus bauri, appelé le virus de la mosaïque de l'Abutilon (AbMV, Abutilon mosaic virus), est une espèce de virus du genre Begomovirus. C'est un virus à ADN monocaténaire classé dans le groupe II de la classification Baltimore
Ce phytovirus infecte les espèces de plantes du genre Abutilon, en particulier Abutilon pictum, l'abutilon strié ou lanterne chinoise. L'effet marbré ou panaché sur les feuilles d’ Abutilon striatum  est recherché pour son intérêt ornemental.

## Plante-hôte
La  plante-hôte du virus est Abutilon pictum, espèces d'arbustes dressés à feuilles persistantes de la famille des Malvaceae. Les feuilles sont lobées (avec trois à cinq lobes) et dentelées, de couleur verte avec des marbrures jaune. Les fleurs ont des pétales jaune-orange avec des nervures pourpres proéminentes. L'espèce est originaire du Brésil mais a été naturalisée en Amérique du Sud et en Amérique centrale.

## Symptômes
Les feuilles sont tachetées d'une mosaïque blanche ou jaune qui ressemble à une panachure. Les taches marbrées ont une apparence angulaire et sont limitées par les nervures,. Certaines plantes présentent un retard de croissance, une diminution du potentiel photosynthétique causée par la réduction de la chlorophylle et peuvent se déshydrater plus facilement. Les symptômes sont de nature cosmétique, donc l'infection ne tue pas la plante, qui pourra toujours fleurir et se reproduire même si elle est infectée.

## Cycle de la maladie
Le virus est naturellement transmis par l'aleurode du tabac, Bemisia tabaci. Il peut également se propager par l'intermédiaire des outils contaminés et du matériel de propagation végétative. Le virus est acquis par le système digestif de l'aleurode aux stades adulte et nymphe, puis est transmis à une nouvelle plante lorsque l'insecte migre et se nourrit en piquant celle-ci.
Dans le cycle de la maladie, de l'aleurode à la plante, il y a une fenêtre de 12 heures, après que l'insecte a acquis l'AbMV, pendant laquelle le virus ne peut être transmis. Ce virus est transmis aux plantes sur lesquelles l'aleurode du tabac se nourrit après cette période.
Un autre mode de propagation de l'AbMV est la transmission manuelle. C'est le cas à l'occasion de la multiplication végétative du matériel infecté. Pour cette maladie particulière, des plantes infectées sont choisies pour être greffées ou utilisées comme boutures. Le virus continue de vivre dans le tissu végétal après que celui-ci ait été séparé de la plante d'origine pour la propagation. Il existe des techniques pour éviter la transmission manuelle, comme la stérilisation des outils, mais elles ne sont pas utilisées dans le cas de la multiplication d'Abutilon striatum car on souhaite au contraire transmettre l'infection.

## Importance
Le virus de la mosaïque de l'Abutilon a des effets relativement limités sur la croissance, la vigueur et la floraison des plantes infectées, qui sont par ailleurs appréciées pour leur aspect ornemental. Celles qui présentent les symptômes de la mosaïque sont  considérées comme plus intéressantes que les plantes saines et sont souvent commercialisées comme une forme de panachure. Cette maladie a été l'un des premières viroses décrites dans la littérature scientifique en raison de ses propriétés ornementales. Les horticulteurs sont très intéressés par la capacité des maladies à créer un feuillage panaché sans qu'il soit nécessaire d'attendre qu'une mutation génétique apparaisse. Il n'y a de ce fait aucune action de lutte contre ce virus. Les multiplicateurs font au contraire tout leur possible pour garder le virus intact dans les nouvelles plantes. L'AbMV est présent dans toute l'Amérique du Sud.
Comme d'autres virus de la famille des Geminiviridae, l'AbMV est sujet à des recombinaisons génétiques qui pourraient conduire à une nouvelle variante avec des conséquences plus graves pour l'espèce Abutilon ou d'autres espèces de plantes.

## Souches
- Abutilon mosaic A, souche du virus des Antilles
- Abutilon mosaic B, souche du virus du Brésil
- Abutilon mosaic Hawaii virus